# Scottish Challenge Cup
Scottish Challange Cup – rozgrywki pucharowe dla klubów Scottish Football League, wprowadzone w sezonie 1989/1990 dla uczczenia setnej rocznicy powstania tejże federacji. W Challange Cup udział biorą wszystkie kluby SFL, tj. po 10 z każdej z trzech lig. Format rozgrywek przypomina angielski Football League Trophy.
Obecnym posiadaczem trofeum jest Dundee United, które pokonało 2-1 St. Mirren. Mecz odbył się na Fir Park.
Od sierpnia 2008 r., sponsorem rozgrywek jest MG Alba, co spowodowało zmianę nazwy na Alba Challenge Cup.

## Finały
| Sezon   | Zwycięzca                                    | Wynik                                        | Finalista                                    | Miejsce                                      |
| ------- | -------------------------------------------- | -------------------------------------------- | -------------------------------------------- | -------------------------------------------- |
| 1990/91 | Dundee F.C.                                  | 3 – 2 *                                      | Ayr United                                   | Fir Park                                     |
| 1991/92 | Hamilton Academical                          | 1 – 0                                        | Ayr United                                   | Fir Park                                     |
| 1992/93 | Hamilton Academical                          | 3 – 2                                        | Morton                                       | St. Mirren Park                              |
| 1993/94 | Falkirk                                      | 3 – 0                                        | St. Mirren                                   | Fir Park                                     |
| 1994/95 | Airdrieonians                                | 3 – 2 *                                      | Dundee F.C.                                  | McDiarmid Park                               |
| 1995/96 | Stenhousemuir                                | 0 – 0 †                                      | Dundee United                                | McDiarmid Park                               |
| 1996/97 | Stranraer                                    | 1 – 0                                        | St. Johnstone                                | Broadwood Stadium                            |
| 1997/98 | Falkirk                                      | 1 – 0                                        | Queen of the South                           | Fir Park                                     |
| 1998/99 | Rozgrywki zawieszone z powodu braku sponsora | Rozgrywki zawieszone z powodu braku sponsora | Rozgrywki zawieszone z powodu braku sponsora | Rozgrywki zawieszone z powodu braku sponsora |
| 1999/00 | Alloa Athletic                               | 4 – 4 †                                      | Inverness Caledonian Thistle                 | Excelsior Stadium                            |
| 2000/01 | Airdrieonians                                | 2 – 2 †                                      | Livingston                                   | Broadwood Stadium                            |
| 2001/02 | Airdrieonians                                | 2 – 1                                        | Alloa Athletic                               | Broadwood Stadium                            |
| 2002/03 | Queen of the South                           | 2 – 0                                        | Brechin City                                 | Broadwood Stadium                            |
| 2003/04 | Inverness Caledonian Thistle                 | 2 – 0                                        | Airdrie United                               | McDiarmid Park                               |
| 2004/05 | Falkirk                                      | 2 – 1                                        | Ross County                                  | McDiarmid Park                               |
| 2005/06 | St. Mirren                                   | 2 – 1                                        | Hamilton Academical                          | Excelsior Stadium                            |
| 2006/07 | Ross County                                  | 1 – 1 †                                      | Clyde                                        | McDiarmid Park                               |
| 2007/08 | St. Johnstone                                | 3 – 2                                        | Dunfermline Athletic                         | Dens Park                                    |
| 2008/09 | Airdrie United                               | 2 – 2 †                                      | Ross County                                  | McDiarmid Park                               |
| 2009/10 | Dundee F.C.                                  | 3 – 2                                        | Inverness Caledonian Thistle                 | McDiarmid Park                               |
| 2010/11 | Ross County                                  | 2 – 0                                        | Queen of the South                           | McDiarmid Park                               |
| 2011/12 | Falkirk                                      | 1 – 0                                        | Hamilton Academical                          | Almondvale Stadium                           |
| 2012/13 | Queen of the South                           | 1 – 1 †                                      | Partick Thistle                              | Almondvale Stadium                           |
| 2013/14 | Raith Rovers                                 | 1 – 0 *                                      | Rangers                                      | Easter Road Stadium                          |
| 2014/15 | Livingston F.C.                              | 4 - 0                                        | Alloa Athletic                               | McDiarmid Park                               |
| 2015/16 | Rangers                                      | 4 - 0                                        | Peterhead                                    | Hampden Park                                 |
| 2016/17 | Dundee United                                | 2 - 1                                        | St. Mirren                                   | Fir Park                                     |

Legenda: * – mecz rozstrygnięty w dogrywce, † – mecz rozstrygnięty w rzutach karnych 

## Rekordy klubowe
| Klub                         | Zwycięstwa | Ostatnie zwycięstwo | Finalista | Ostatni przegrany finał |
| ---------------------------- | ---------- | ------------------- | --------- | ----------------------- |
| Falkirk                      | 4          | 2012                | 0         | —                       |
| Airdrieonians                | 3          | 2002                | 0         | —                       |
| Hamilton Academical          | 2          | 1993                | 1         | 2006                    |
| Ross County                  | 2          | 2011                | 2         | 2008                    |
| Dundee F.C.                  | 2          | 2010                | 1         | 1995                    |
| Queen of the South           | 2          | 2013                | 2         | 2011                    |
| Inverness Caledonian Thistle | 1          | 2004                | 2         | 2010                    |
| Alloa Athletic               | 1          | 1999                | 2         | 2015                    |
| St. Mirren                   | 1          | 2006                | 2         | 2017                    |
| St. Johnstone                | 1          | 2008                | 1         | 1997                    |
| Livingston                   | 1          | 2015                | 1         | 2001                    |
| Dundee United                | 1          | 2017                | 0         | —                       |
| Rangers                      | 1          | 2016                | 1         | 2014                    |
| Airdrie United               | 1          | 2008                | 0         | —                       |
| Stenhousemuir                | 1          | 1996                | 0         | —                       |
| Stranraer                    | 1          | 1997                | 0         | —                       |
| Raith Rovers                 | 1          | 2014                | 0         | —                       |
| Ayr United                   | 0          | —                   | 2         | 1992                    |
| Brechin City                 | 0          | —                   | 1         | 2003                    |
| Clyde                        | 0          | —                   | 1         | 2007                    |
| Dundee United                | 0          | —                   | 1         | 1996                    |
| Morton                       | 0          | —                   | 1         | 1993                    |
| Dunfermline Athletic         | 0          | —                   | 1         | 2008                    |
| Partick Thistle              | 0          | —                   | 1         | 2013                    |
| Peterhead                    | 0          | —                   | 1         | 2016                    |

## Transmisje telewizyjne
BBC Alba transmituje jedno spotkanie półfinałowe i finał.